# Фецано (Ла Специја)
Фецано је насеље у Италији у округу Ла Специја, региону Лигурија.
Према процени из 2011. у насељу је живело 888 становника. Насеље се налази на надморској висини од 22 м.